# Die Wächter
Der dystopische Roman Die Wächter (Originaltitel: The Guardians) ist ein Werk des englischen Autors John Christopher. Er schildert das Schicksal Rob Randalls, eines in einer in zwei Klassen geteilten Gesellschaft lebenden und wirkenden Jungen.
Der 1970 erschienene Roman erhielt 1976 den Deutschen Jugendliteraturpreis.
1985 wurde „Die Wächter“ von der Bavaria Atelier GmbH in sechs Teilen zu je 50 Minuten verfilmt. Die Rolle des Rob Randall wurde von Martin Tempest gespielt. Die Serie zeigte die ARD von Februar bis März 1986.

## Handlung
England ist im 21. Jahrhundert in zwei Regionen geteilt: In die hektische, fortschrittliche Konurba und den Landkreis, in dem die Menschen wie in der Zeit vor dem Ersten Weltkrieg leben. Da die beiden Gebiete durch einen Zaun voneinander getrennt sind, kennen die Einwohner der Konurba und des Landkreises einander nicht. Deshalb misstraut eine Gruppe der anderen.
Rob Randall, ein Junge aus der Konurba, lebt seit dem Tod seiner Mutter alleine mit seinem Vater. Nachdem dieser bei einem Unfall stirbt, wird Rob in ein staatliches Internat geschickt. Wegen der dort herrschenden brutalen Sitten entscheidet sich Rob, aus dem Internat davonzulaufen. Er beschließt, in den Landkreis zu flüchten, da er erfahren hat, dass seine Mutter dort aufgewachsen ist.
Im Landkreis trifft er auf Mike Gifford, den Sohn von Landadeligen, welcher sich bereiterklärt, Rob in einer Höhle zu verstecken. Als Mikes Mutter den versteckten Jungen entdeckt, bietet sie Rob nach anfänglichem Zögern an, als ein angeblicher „Neffe aus Nepal“ bei der Familie zu leben. Schnell lebt Rob sich in der Welt des Landadels ein und ab September gehen die beiden Buben gemeinsam zur Schule. Dort lernen sie Daniel Penfold kennen, einen älteren Schüler, welcher mit der gesellschaftlichen Ordnung nicht zufrieden ist. Während sich Mike für Penfolds Ideen zu interessieren beginnt, steht Rob ihnen sehr skeptisch gegenüber.
Während der Weihnachtsferien verbringen Mike und Rob einige Tage bei den Penfolds, wo sie Daniels älteren Bruder Roger kennenlernen. Dieser war Soldat im Chinakrieg (in der ARD-Serie: „Krieg auf den transatlantischen Inseln“) und kritisiert ebenfalls die Gesellschaftsordnung.
Schließlich bricht ein Aufstand aus, an dem auch Mike und die Penfold-Brüder beteiligt sind. Als die Revolution niedergeschlagen wird, flieht Mike. Eines Nachts besucht er Rob und erklärt ihm, dass er in die Konurba gehen möchte, um die Revolution von dort aus mit konurbanischen Verbündeten von Neuem zu beginnen.
Am darauffolgenden Tag wird Rob von einer Reiterpatrouille zum Gouverneur gebracht. Letzterer eröffnet ihm, man habe von Anfang an gewusst, dass Rob aus der Konurba stammt. Nun soll Rob ein sogenannter Wächter werden, einer derjenigen, die den Weiterbestand der Gesellschaft garantieren sollen. Er soll es auch melden, wenn Mike sich mit ihm in Verbindung setzt. Dieser werde dann einer Gehirnoperation unterzogen, die dafür sorgen soll, dass er keine revolutionären Gedanken mehr hat.
Anfangs stimmt Rob zu, doch zum Schluss wird ihm die Verlogenheit dieser Gesellschaft klar. Er erkennt, dass auch sein Vater diese Revolution unterstützt hat, und beschließt daraufhin, in die Konurba zurückzukehren, um Mike zu helfen.

## Deutung des Romans
Mit diesem Roman zeichnet der Autor das Porträt einer in zwei unterschiedliche Klassen gespaltenen Gesellschaft. Das gesamte System beruht auf Vorurteilen, die eine Gruppe gegenüber der jeweils anderen hegt. Weiter wird gezeigt, was passiert, wenn man eine Sache als perfekt erachtet und somit blind für ihre Fehler wird. Dieses Leugnen der Realität führt gemeinsam mit den Vorurteilen zu einer Gesellschaftsordnung, in der jeder sich mit dem Seinen zufriedengibt und an nichts anderem Interesse zeigt. Der Autor möchte die Leser auffordern, anscheinend perfekte Zustände nicht gedankenlos hinzunehmen, sondern zu hinterfragen.

## Verfilmung
Der Roman wurde 1985 für die ARD als sechsteilige Miniserie mit internationaler Besetzung verfilmt. Regie führte Franz Peter Wirth nach einem Drehbuch von Franz Peter Wirth und Wolfgang Mühlbauer.
Die Serie ist auf DVD erhältlich.

### Rollen und Darsteller
| Darsteller          | Rolle                                              | dt. Sprecher          | Episoden |
| ------------------- | -------------------------------------------------- | --------------------- | -------- |
| Martin Tempest      | Robin „Rob“ Randall                                | Martin Halm           | 1–6      |
| Paul Hawkins        | Mike Gifford                                       | Philipp Brammer       | 3–6      |
| Renate Schroeter    | Margaret Gifford, Mikes Mutter                     |                       | 3–6      |
| Sophie Lawrence     | Cecily Gifford, Mikes Schwester                    | Inga Nickolai         | 3–6      |
| Martin Dempsey      | Gaudeon, Butler der Giffords                       | Klaus Guth            | 3–6      |
| Agnes Bernelle      | Mrs. Talbot, Haushälterin der Giffords             |                       | 3–6      |
| Robert Atzorn       | Mr. Knight, Schulleiter im konurbanischen Internat |                       | 1–3      |
| Karl-Heinz Vosgerau | Frank Gifford, Mikes Vater                         |                       | 4–6      |
| Wega Jahnke         | Mrs. Kennealy                                      |                       | 1–2      |
| Robinson Reichel    | Collins                                            |                       | 1–2      |
| Thomas Georgi       | Jimmy Perkins                                      |                       | 1–2      |
| Godfrey Quigley     | Sir Percy, Gouverneur                              | Herbert Weicker       | 4,6      |
| Seamus Forde        | Mr. Harcourt, Mitarbeiter des Gouverneurs          | Peter Capell          | 4,6      |
| Udo Thomer          | Mr. Kennealy, Freund und Kollege von Robs Vater    |                       | 1        |
| Stephan Orlac       | Schuldirektor                                      |                       | 1        |
| Peter Bongartz      | Mr. Chalmers, Behördenmitarbeiter                  |                       | 1        |
| Karl Lieffen        | Dr. White, Arzt im konurbanischen Internat         |                       | 2        |
| Josef Glas          | Alter Mann mit Kaninchen                           |                       | 2        |
| Peter Fowler        | Dan Penfold                                        | Matthias von Stegmann | 5        |
| Britta Smith        | Mrs. Fletscher, Robs Tante                         |                       | 5        |
| Sean Toibin         | Roger Penfold                                      | Martin Umbach         | 5        |
| Billie Morton       | Mrs. Penfold                                       |                       | 5        |
| Tom Jordan          | Mr. Penfold                                        | Horst Naumann         | 5        |
| Emmet Bergin        | Captain Marshall                                   | Bernd Stephan         | 6        |
| –                   | Erzähler                                           | Michael Brennicke     | 2–6      |

### Unterschiede zum Roman
Die Serie hält sich zum Teil sehr dicht an die Romanvorlage. Es gibt allerdings auch einige Änderungen und Ausschmückungen, die Auswirkungen auf Atmosphäre und Handlungsverlauf haben.
- Im Unterschied zum subtileren Roman zeigt die Serie den konurbanischen Teil der Gesellschaft von Beginn an deutlich als Überwachungsstaat mit totalitären Tendenzen. Dies wird durch die Präsenz beweglicher Kameras sowie einer Überwachungszentrale dargestellt. Auch lässt die Serie von Anfang an kaum Zweifel daran, dass es sich beim vermeintlichen Unfalltod von Robs Vater in Wahrheit um einen politischen Mord handelt. Diese Sichtweise wird durch Mr. Kennealys (im Roman nicht vorkommenden) Tod nochmals unterstrichen. Im Roman erkennt Rob diesen Zusammenhang erst gegen Ende der Geschichte.
- Im Roman sind Ort und Zeit der Handlung eindeutig festgelegt. Die Geschichte spielt 2052, als Handlungsort ist England anhand zahlreicher Ortsnamen – Rob stammt aus der Konurba von London, es existieren weitere Konurbas in Sheffield und Southampton, Robs Mutter wuchs in Gloucestershire auf etc. – klar erkennbar. Die Serienhandlung lässt sich hingegen nur schwer räumlich und zeitlich nach dem Zuschauer geläufigen Kriterien einordnen. Die genannten Ortsnamen sind anglophon, lassen sich jedoch nicht eindeutig realen Orten zuordnen. Es existiert eine neue Zeitrechnung, deren Ausgangspunkt der „Große Kongress“ ist. Auf diesem wurde die Einteilung der Gesellschaft in Distrikt und Konurba beschlossen sowie die strikte Trennung der beiden Welten. Ferner beschloss man weitere Änderungen wie die Einstellung der Raumfahrt. Die Serienhandlung spielt im Jahr 84 nach dem Großen Kongress. Im Roman wird weiterhin die traditionelle christliche Zeitrechnung verwendet, der Große Kongress wird nicht erwähnt, somit erscheinen die herrschenden Verhältnisse als Ergebnis einer kontinuierlichen Entwicklung anstatt einer bewussten Umgestaltung.
- In der Serie wird das Problem der Umweltverschmutzung deutlich thematisiert. Sterbende Bäume, verseuchtes Wasser, Keimphobie und die Abwesenheit von Tieren (selbst als Nahrungsmittel) in der Konurba kontrastieren mit intakter, weitgehend unberührter Natur im Distrikt. Der Schutz der Natur vor dem menschlichen Fortschrittsdrang wird als ein Grund der gesellschaftlichen Umgestaltung genannt. Im Roman spielt der Umweltgedanke keine Rolle.